# Le Saulchoir
Le Saulchoir je dominikánská teologická škola v řádové provincii ve Francii, založená v roce 1904.

## Historie
Po vyhnání z Francie v roce 1880 odešli francouzští dominikáni do exilu ve Španělsku a Rakousku. Návrat jim byl povolen v roce 1895, kdy se usadili v klášteře Flavigny-sur-Ozerain. Po opětovném vyhnání v roce 1903 byli dominikáni v Belgii, kde sídlili v Kainu (dnes součást města Tournai). Zde v roce 1904 založili v bývalém cisterciáckém opatství Le Saulchoir studium generale. Odtud vydávali dva časopisy: Revue des Sciences philosophiques et théologiques (od roku 1907) a Bulletin thomiste (od roku 1924, nezaměňovat s Revue thomiste, novotomistickým časopisem založeným v roce 1893). Když byl roce 1939 dominikánům povolen návrat do Francie, usadili se v Étiolles (departement Essonne), ale pro svou školu si ponechali název Le Saulchoir. V Étiolles zůstali až do roku 1971, kdy se přestěhovali do kláštera Saint-Jacques v Paříži, kde bylo v roce 1992 založeno Centre d'études du Saulchoir.